# ذو الذيل الطويل
ذو الذيل الطويل (الاسم العلمي: Macrourus)، جنس أسماك بحرية صغيرة من طويلات الذيل. توجد على أنواعه على المنحدر القاري العلوي إلى الأوسط والتي يقتصر وجودها على المياه المعتدلة والقطبية الباردة في كل من شمال وجنوب المحيط الأطلسي وكذلك في المحيط الجنوبي. عُثر عليها على أعماق من حوالي 200 م إلى أكثر من 3000 م.تُفضل عادًة درجات حرارة تتراوح بين 1 درجة مئوية و 4 درجات مئوية، على الرغم من أن نوعه، ذو الذيل الطويل خشن الرأس في القطب الجنوبي (Macrourus whitsoni)، تم جمعها في درجات حرارة أقل بقليل من 0 درجة مئوية.